# Associazione Calcio Rodengo Saiano 2007-2008
Questa voce raccoglie le informazioni riguardanti  l'Associazione Calcio Rodengo Saiano nelle competizioni ufficiali della stagione 2007-2008.

## Rosa
| N. |                   | Ruolo | Calciatore           |
| -- | ----------------- | ----- | -------------------- |
|    | Italia (bandiera) | A     | Christian Araboni    |
|    | Italia (bandiera) | D     | Cristian Bari        |
|    | Italia (bandiera) | D     | Alberto Bendoricchio |
|    | Italia (bandiera) | D     | Mauro Tomaso Bertoni |
|    | Italia (bandiera) | A     | Federico Bigatti     |
|    | Italia (bandiera) | C     | Nicolò Bodini        |
|    | Italia (bandiera) | C     | Matteo Bonomi        |
|    | Italia (bandiera) | D     | Davide Canini        |
|    | Italia (bandiera) | C     | Marco Conforti       |
|    | Italia (bandiera) | A     | Alessio Fiori        |
|    | Italia (bandiera) | C     | Sergio Gamba         |
|    | Italia (bandiera) | A     | Giuseppe Gambino     |
|    | Italia (bandiera) | C     | Marcello Koffi Teja  |

| N. |                   | Ruolo | Calciatore         |
| -- | ----------------- | ----- | ------------------ |
|    | Italia (bandiera) | P     | Andrea La Macchia  |
|    | Italia (bandiera) | C     | Pierangelo Luzzana |
|    | Italia (bandiera) | C     | Stefano Martinelli |
|    | Italia (bandiera) | D     | Giordano Paganotto |
|    | Italia (bandiera) | P     | Mattia Pedersoli   |
|    | Italia (bandiera) | D     | Ivan Pelati        |
|    | Italia (bandiera) | A     | Gianpietro Piovani |
|    | Italia (bandiera) | C     | Stefano Preti      |
|    | Italia (bandiera) | A     | Manuel Sinato      |
|    | Italia (bandiera) | A     | Fabio Spampati     |
|    | Italia (bandiera) | D     | Stefano Tignosini  |
|    | Italia (bandiera) | A     | Cristian Trapella  |
|    | Italia (bandiera) | C     | Giulio Vezzoli     |